# Ч с крюком
Ч̡, ч̡ (Ч с палатальным крюком) — буква расширенной кириллицы, аллограф буквы Ч с нижним выносным элементом (Ҷ, ҷ) в кириллице. Обозначает в МФА звонкую постальвеолярную аффрикату [d͡ʒ] или [t͡ʃ]. Вместо варианта ,  можно использовать вариант, который можно скопировать — Ч̡ ч̡.

## Использование
,  использовался для сургутского диалекта восточного хантыйского и тофаларского языка.

## Формы и варианты
Форма, используемая в некоторых публикациях на сургутском хантыйском или тофаларском языках, особенно в шрифтах PT Sans или PT Serif.
 Форма также иногда используемая в публикациях в Тофаларии, особенно в Рассадине 2005.